# Notorynchus
A Notorynchus a porcos halak (Chondrichthyes) osztályának szürkecápa-alakúak (Hexanchiformes) rendjébe, ezen belül a szürkecápafélék (Hexanchidae) családjába tartozó nem.

## Rendszerezés
A nembe az alábbi 1 recens faj és 6 fosszilis faj tartozik:
- hétkopoltyús tehéncápa (Notorynchus cepedianus) (Péron, 1807) - típusfaj

- †Notorynchus borealus Jordan & Hannibal, 1923
- †Notorynchus kempi Ward, 1979
- †Notorynchus lawleyi Cigala Fulgosi, 1983
- †Notorynchus primigenius Agassiz, 1843
- †Notorynchus serratissimus Agassiz, 1843
- †Notorynchus subrecurvus Oppenheimer, 1907

## Fordítás
- Ez a szócikk részben vagy egészben  a   Notorynchus című angol Wikipédia-szócikk ezen változatának fordításán alapul.  Az eredeti cikk szerkesztőit annak laptörténete sorolja fel. Ez a jelzés csupán a megfogalmazás eredetét és a szerzői jogokat jelzi, nem szolgál a cikkben szereplő információk forrásmegjelöléseként.
- Ez a szócikk részben vagy egészben  a   Cow shark című angol Wikipédia-szócikk ezen változatának fordításán alapul.  Az eredeti cikk szerkesztőit annak laptörténete sorolja fel. Ez a jelzés csupán a megfogalmazás eredetét és a szerzői jogokat jelzi, nem szolgál a cikkben szereplő információk forrásmegjelöléseként.